# Essen (Groningen)
Essen is een gehucht in de gemeente Groningen in de provincie Groningen, gelegen in de groene buffer tussen de stad Groningen en het dorp Haren.
Oorspronkelijk vormde de marke van Essen en Dilgt een van de dertien dorpen en buurtschappen van het Gorecht. Het dorp behoorde kerkelijk tot de parochie Haren.

## Klooster
In 1215 werd hier een vrouwenklooster gesticht dat behoorde tot de orde van de Cisterciënzers. Dit klooster Yesse (later ook wel klooster Essen genoemd) heeft bestaan tot 1594. Bij de reformatie kwam het in handen van de provincie Groningen die het klooster sloot. Het klooster genoot enige bekendheid omdat het over een wonderdadig Mariabeeld zou hebben beschikt. Van het klooster is boven de grond geen spoor terug te vinden. Sinds 2006 is er op de locatie van het klooster een bezoekerscentrum.
Het huidige Essen bestaat uit ongeveer 20 boerderijen die aan een rondlopende straat liggen. Het gehucht ligt in de voormalige Esserpolder. In 2019 werd archeologisch wandelpark De Vork geopend bij het gehucht. Dit park ligt tegen het gelijknamige treinopstelterrein De Vork aan, dat als vervangend rangeerterrein dienstdoet voor Station Groningen.

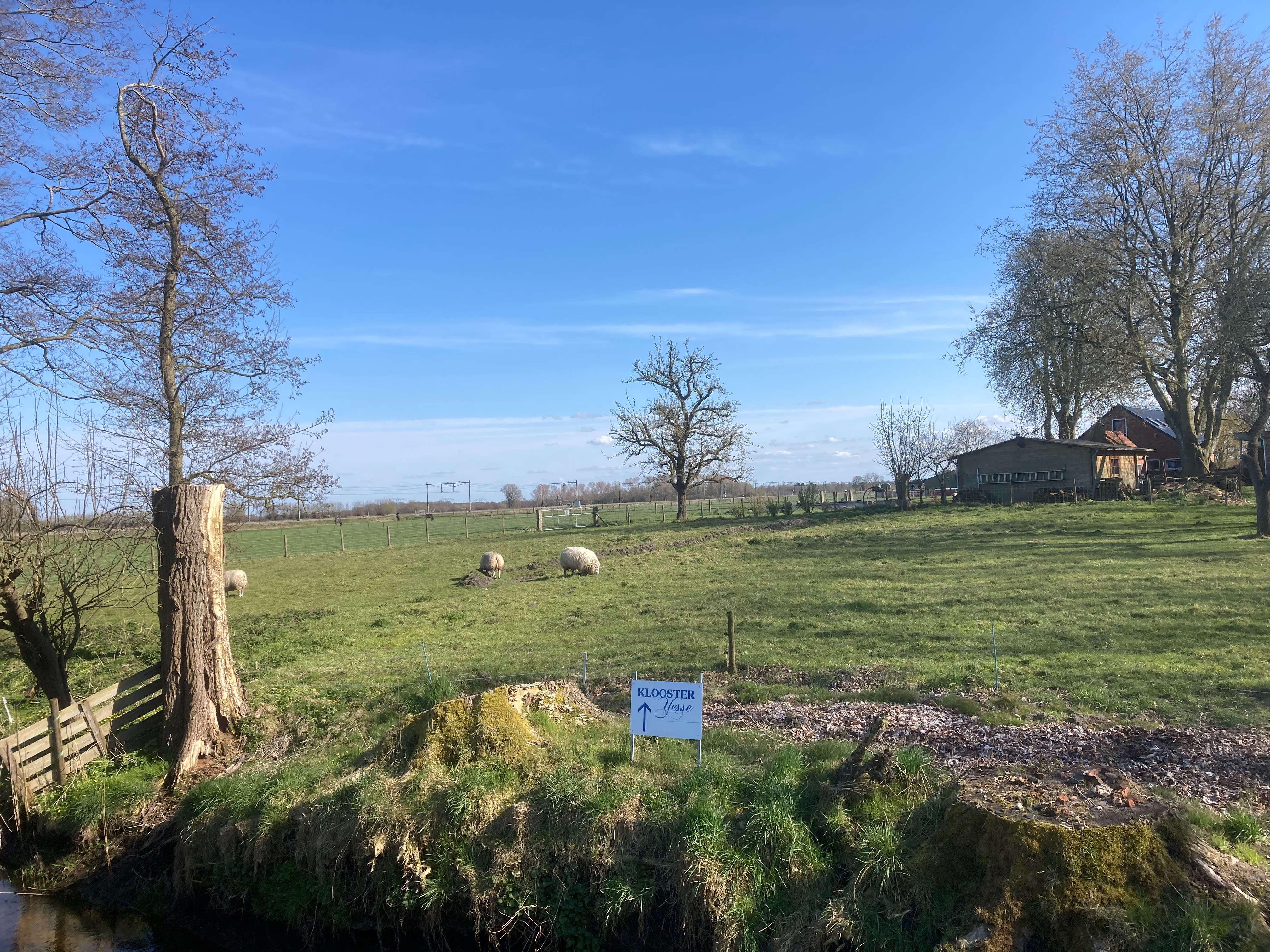
Voormalig kloosterterrein
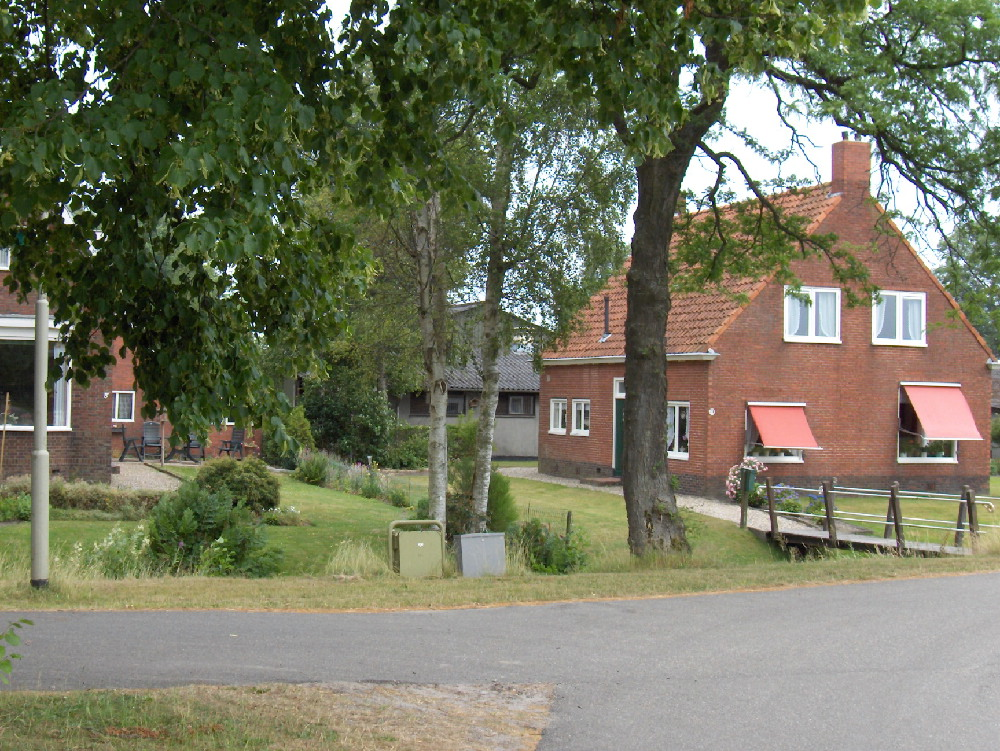
Essen
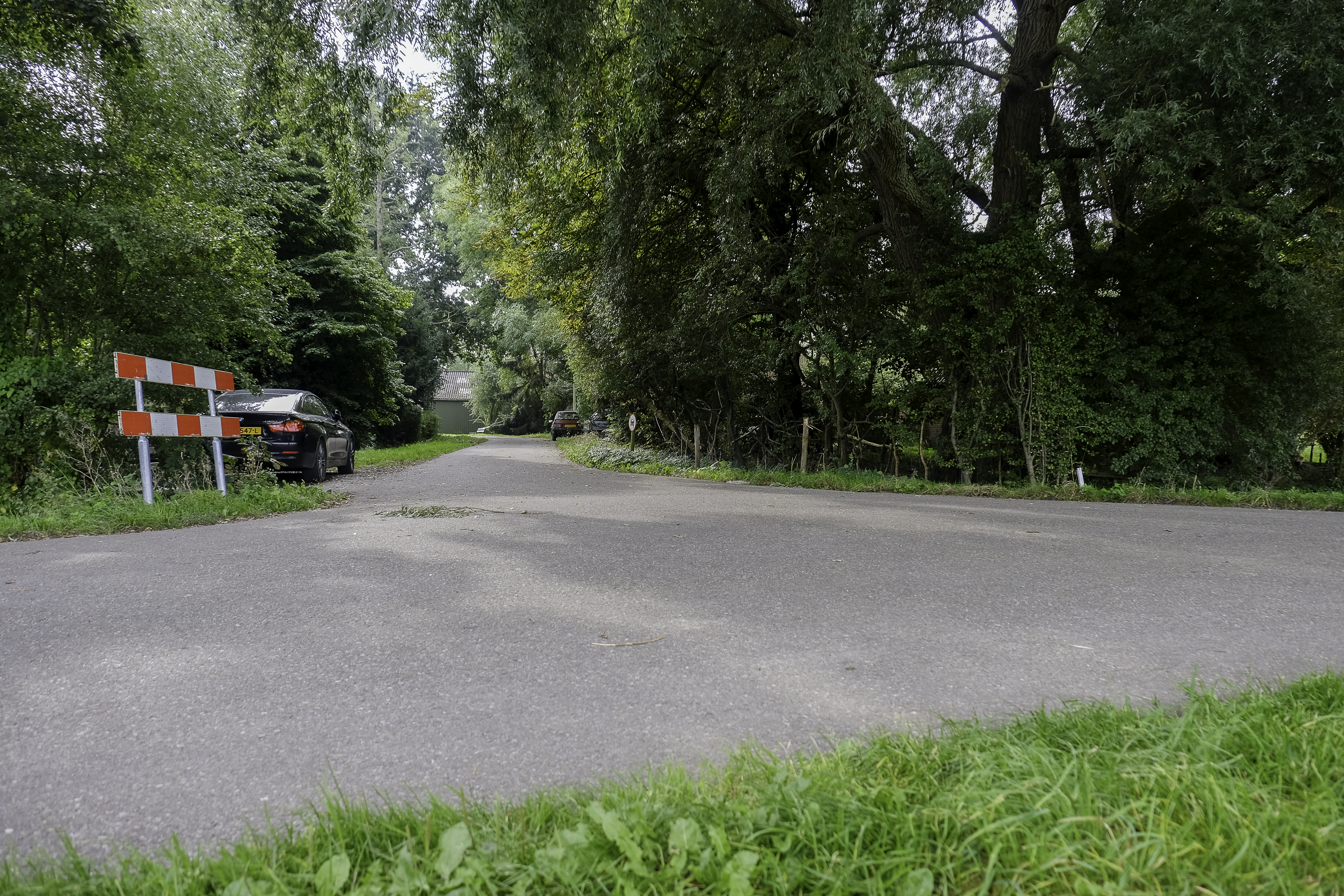
Essen

Stad: Groningen

Dorpen: Garmerwolde · Glimmen · Haren · Harkstede (deels) · Lageland · Lellens · Meerstad · Noordlaren · Onnen · Sint-Annen · Ten Boer · Ten Post · Thesinge · Winneweer · Woltersum

Buurtschappen: Achter-Thesinge · Boltklap · Bouwerschap · Bovenrijge · Dilgt · Dorkwerd · Engelbert · Emmerwolde · Essen · Euvelgunne · Felland · Harendermolen · Hemert · Hemmen · Hoogkerk · Leegkerk · Hoornsedijk · Klein Harkstede · Kröddeburen · Lageweg · Lutjewolde · Middelbert · Noorddijk · Noorderhoogebrug · Oosterdijkshorn · Oosterhoogebrug · Oude Roodehaan · Paterswolde (deels) · Ruischerbrug · Roodehaan · Slaperstil · Steerwolde · Vierverlaten · Wittewierum · Zevenhuisjes

Provincie Groningen: Steden en dorpen      Nederland: Provincies · Gemeenten